# 东方之星号客轮翻沉事件
“东方之星”号客轮翻沉事件（俗称长江客轮翻沉事件）是2015年6月1日一艘原定于从南京驶往重庆的客轮，在途经湖北省监利市容城鎮横岭村對開长江水域时遭遇狂風雷暴雨天气而翻沉的事件。船上共载有454人，分別為游客403人、船员46人和旅行社職员5人，事故发生后僅12人获救，其余442人全部遇难。
事发当日21时19分，涉事客轮駛入飑线（雷暴雲之中最大規模的一種），其中21時26分-32分迎風遇下擊暴流（风切变的一種），瞬時極大風速達32－38米/秒（即115－137公里/小時，換算為風力12－13級)，1小時降雨量達94.4毫米，21時31分向右橫倾，21時32分沉没。事發後船長主張遇上龍捲風，媒體亦據以報導，被最終調查指正為下擊暴流。船长和輪機長均获救。觀光客大多為60-70歲老人，尤以南京籍為多。
“东方之星”号客轮沉船事件是自民國年間“太平轮”在嵊泗列島撞船后中国大陆最严重的船难。死亡數目亦高於文革期间发生的八四海難。

## 事件背景

### 船只

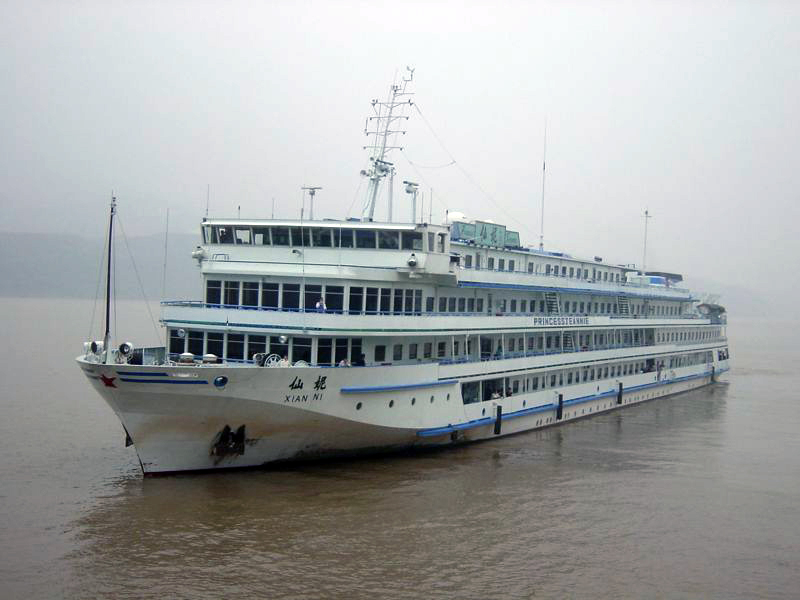
与事故船只相似的游船仙妮号

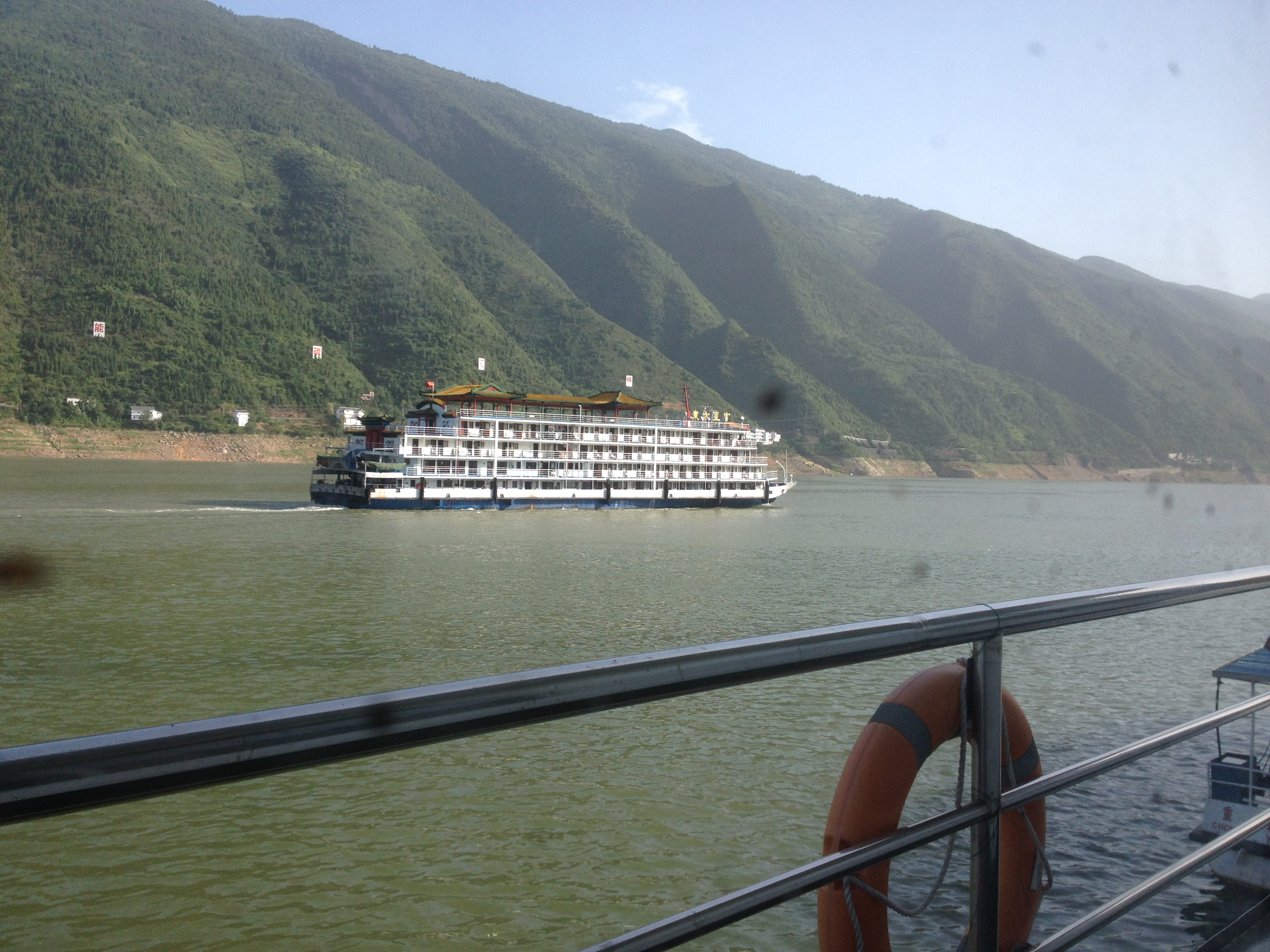
东方之星姊妹船东方皇宫，摄于事故后2015年6月11日，重庆巫山

重庆东方轮船公司是萬州區國資委擁有的國有重點水運企業，營運1艘涉外游輪和5艘國內游輪。其中“东方之星”号于1994年建造，属于长江普通旅游客船，船长76.5米，型宽11米，型深3.1米，核定乘客定额为534人，並有足夠之救生衣，吃水深度2.5米左右。轮船共有534个舱位，其中一等舱44个，二等舱184个，三等舱306个。客轮最初是按普通班船设计建造的，为平头两舷全通走廊船。为完善游船的功能以迎合市场需要，客轮曾在1997年和2008年两次被改造，改造后平头变为尖头，船体加长了11米，两侧全通走廊被取消。

### 乘客及船员
翻沉客轮共载有456人，其中旅客405人，船员46人，导游5人。船上乘客多为上海协和旅行社组织的“夕阳红”老年旅游团成员。405名旅客来自中国七个省市：江苏204人、上海97人、天津43人、山东23人、福建19人、浙江11人、安徽8人，最大83岁，最小3岁，以六七十岁的老年乘客居多。
客轮所载的46名船员均为重庆东方轮船公司员工。船长张顺文生于1963年，1980年进入四川万县地区（现重庆市万州区）轮船公司工作，1984年通过航运学校驾驶培训，1985年转为舵工，2004年升为船长，2008年担任“东方之星”船长，并于2011年获得“万州区个人安全先进”的荣誉；张顺文的妻子亦在客轮上工作。长江海事局官网登记资料显示，张顺文有过3条违章信息。客轮发生翻沉事件后，船长张顺文和轮机长杨忠权相继被救起并被公安部门控制。

### 原定行程
“东方之星”是經典旅遊線路「千名老人下江南」的定期游輪航班。2015年5月28日中午从南京五马渡码头出发，终点为重庆，原本计划游览长江八省后于6月10日左右返回上海。客轮白天在沿岸城市停靠供旅客上岸游玩，晚上则开船赶路。翻沉事件发生时，旅行正进行到第五天，旅客们参观完赤壁古战场，乘坐“东方之星”离开湖北赤壁镇前往荆州市。

### 事发水域
翻沉水域为湖北监利县境内的长江大马洲水道，位于荆江中部，常与紧邻的窑监水道合称窑监大水道，水浅滩多弯多，事故频发。此江段于2014年10月因整治施工对主航道进行过调整，左槽主航道部分被施工占用，通行航道改为相对弯曲窄小的右槽航道。随着长江进入汛期，航道部门陆续发布航道信息，提醒过往船舶注意航行安全。事发3天前，即5月29日，长江武汉航道局发布了《洪水期长江干线上巢湖至大埠街河段船舶航行注意事项》，其中提及的太和岭就是事发地大马洲水道上两个弯道顶点之一。

### 天氣
事发当时，湖北省部分区域正遭受暴风雨袭击，事件发生地点——监利大马洲长江水域正刮大风，风力达12级，此次沉船主要是因为强对流天气造成短时强风雨，“东方之星”号轮船更可能遭遇龙卷风，通过雷达再分析，有龙卷风存在。据船长和轮机长反映，当时突遇龙卷风，船舶左舷受风，船体向右舷急剧倾斜，在1分钟内向北岸翻覆，船上大部人员躲在船身內，因而全部受困。此外，与倾覆游轮同时出发的，还有来自江西旅行团所乘坐的另一艘船。到了长江湖北段时，江西游客所乘坐的这艘船的船长判断天气不佳，临时停靠在了赤壁躲过一劫。游轮最后一次报告位置在6月1日晚21点31分，出事前曾有調头动作，而事后据媒体披露，在事件发生前的十几分钟内，轮船的行驶出现异常。

## 事件经过
“东方之星”号客轮于2015年5月28日中午从南京出发驶向重庆。2015年6月1日21时30分左右，“东方之星”在行至湖北监利市境内的长江大马洲水道遭遇暴风雨天气发生翻沉，船上人员全部落水。据幸存的乘客称，船翻只用了半分钟到一分钟。事发当晚，途经的危险品运输船“铜工化666”与翻沉的“东方之星”擦肩而过，运输船船员听到江上有人呼救，但由于天气非常恶劣无法施救便立即向岳阳长江水上搜救中心报警。22时10分左右，岳阳长江水上搜救中心接到求救报警，接报后海巡艇“12215”冒风雨于23时51分救起两位呼救者，地方海事部门从救起的两人那里获知翻沉事件。6月2日凌晨5点，湖北省政府应急办发布消息称：“东方之星”号客轮上行至长江水域湖北省荆州市监利县大马洲水道44号过河标水域处（长江中游航道里程299.9公里）突遇龙卷风翻沉。

## 救援
事件发生后，湖北、湖南省主要负责人紧急赶赴现场组织开展搜救工作。交通运输部已启动一级应急响应，协调多艘船舶在现场搜寻。由于事发时為晚間又出现龙卷风天气，此次事故的救援难度非常高。加上泥沙暗流頗多，潛水同樣極高風險且不易進行。
6月2日凌晨，洞庭湖大桥接到指令，派三艘拖轮赶往沉船地点参与救援。另外，中国武警湖北总队荆州市支队于同日凌晨3时30分出动100名官兵携带抢险器材赶赴现场，展开搜救工作。同日，湖北省军区从北海舰队、东海舰队、南海舰队和海军工程大学抽调部分潜水兵力，组成140余人的搜救隊伍，携作业装备紧急赶赴沉船地点。来自海军工程大学的13名潜水员和地方航道局的潜水员于11点20分率先抵达并已经进入船舱，并成功救出两名乘客。而50名蛙人也从广州军区紧急前往沉船地点。中国交通运输部已经紧急调派了一艘500吨级打捞船，6名专家、38名专业潜水人员和其余4艘救助打捞船也正在赶往事件现场。现场救助打捞船的总起重能力达1760吨。另外，空降兵某直升机团派出3架直升机，空军航空兵某师还派出1架伊尔-76飞机进行救援。截至6月5日上午，军队和武警部队共出动3424人名官兵，出动民兵预备役1745人，空军直升机1架和舟艇149艘，工程机械59台参与救援工作，海军三大舰队均派出救援力量搜救沉船人员。6月2日，上海派遣了包括由16名中国大陆境内的顶尖潜水员组成的第一支救援队到达了现场。6月2日上午，长江委防办对三峡水库进行三次调度，出库流量从17,200立方米每秒减少到7,000立方米每秒，为长江沉船救援创造条件。
6月2日，时任国务院总理李克强从北京抵达监利，并在等地当地连夜召开会议，就客船翻沉事件下一步救援工作做出部署。
据中国中央电视台新闻援引财政部消息，6月3日，中央财政紧急拨付一千万元应急搜救专项经费，全力支持“东方之星”客轮人员搜救工作。6月3日晚间，救援人员开始对“东方之星”进行切割作业，期间并未发现生命迹象。6月4日上午，水下的下潜救援工作因能见度太低而暂停。6月4日，“东方之星”轮翻沉事件前方指挥部会议决定，20时起实施沉船扶正救助打捞方案。交通运输部新闻发言人徐成光表示，船内存在生还者的可能性已十分渺茫，故决定扶正打捞东方之星。6月5日，东方之星船体已经完全扶正，扶正后的船体，客舱损坏比较严重，顶层变形，所有窗户的玻璃都已经破碎。当日晚6点50分，东方之星船体已整体打捞出水，搜救人员进舱搜救。另外，救援人员对船舱内的物品进行清理和打捞。6月6日上午10时30分，搜救工作基本结束，转入水面零星搜救和遗物打捞阶段。同日，广州军区参谋长刘小午表示，搜寻范围已从长江中游水域扩大至上海吴淞口。
6月4日，湖北监利县长黄镇在发布会上表示，由湖北省委、省政府等协调选派的专家将对已打捞、转运的遇难者遗体进行DNA鉴定，下一步监利县会与家属联系进行取样。6月8日，事故现场排查清理工作已经全部完成，而20名上海籍遇难者和其家属DNA比对成功，家属已经确认，并认领了遇难者的随身遗物。6月9日，此次事故的救援部队撤出监利。
6月10日，东方之星船体于10点拖离事发水域，由相关部门妥善看护。6月13日，搜救工作正式结束。

### 獲救人員
船難獲救的起初認定有14人，都是在6月2日凌晨至中午期間獲救的，其中有10人在事發現場附近被漁船或海巡艇海警救起，有兩人漂浮到湖南岳陽被救起，大部分獲救者都是翻覆時被拋出船身，救援過程中從船艙內被救起的僅有兩人。
他們包括旅行團團員天津人吴建强（58歲），旅行社工作人员江庚（36歲），旅行團團員谢林（化名，52歲），船上小卖部老板余正玮（44歲）和导游团负责人张辉（43歲），船长张顺文和轮机长杨忠权，大副程林（50歲）和谭健（42歲）；此外还有位叫江康（35歲，旅游公司工作人员）和三位不知名人士也被救援上岸。
乘客朱红美（65岁）與隨船工作的旅行社職員陈书涵（21岁）是在整個救援過程中僅有的兩名從沉船內被救出的幸存者。6月8日上午10时20分，生还者江庚、陈书涵从监利县人民医院出院，为第一批经治疗康复后出院的生还者。
央視13日報導，生還者從14人下修為12人，此統計烏龍也引起質疑。

## 政府反应
国务院总理李克强率国务院副总理马凯、国务委员杨晶等赴现场。由于船上江苏籍游客居多，江苏省旅游局启动应急预案，并公布了全省13市旅游主管部门值班电话。
中国政府发出通知，要求各省市区媒体不得派记者到现场采访，已经到现场采访的记者一律召回。媒体用新华社通稿，电视台用中国中央电视台新闻画面。与中國内地媒体采访受限不同，其它國家和地区的媒体则享有集体采访的权利，但部分外媒表示仍受到干擾及阻止。
国家卫生和计划生育委员会主任李斌表示，多地医疗专家已抵达事发地湖北监利全力救治客船翻沉事故人员。其中湖北省卫计委从武汉各大医院抽调了130多名重症救治、呼吸科、心血管、急救、心理干预专家，组成了10个专家组在事故现场和救治医院开展救援行动；湖北省监利县、湖南省岳阳市共派出260多名医务人员以及80台救护车开展救援行动。而长江航务管理局向涉事的重庆东方轮船公司发出紧急通知，要求对公司及所属船舶开展全面自查自纠，对同型船舶“东方之珠”实施停航检查。

## 哀悼活动
为哀悼事故的遇难者，中国大陆各大卫视频道暂停播出多档综艺节目，其中包括江苏卫视《非诚勿扰》、《为她而战》、《我们相爱吧》、央视四套《中华情雕刻时光》、央视一套《中美舞蹈对抗大赛》（重播）、《开讲啦》、《博乐先生微逗秀》、东方卫视《欢乐喜剧人》。但浙江卫视《奔跑吧兄弟》、江苏卫视《前往世界的尽头》、湖南卫视《真正男子汉》则照常首播，而周末的重播均全部取消。而央视一套更是提前多日决定6月2日到7日暂停所有综艺节目的播出，湖北卫视在6月7日将台标变为黑白。
国家新闻出版广电总局发布通报，要求从2015年6月6日24时至6月8日24时止，所有卫视频道不得播出综艺（含喜庆、欢乐、节奏）影像和录制、重播节目。
2015年6月7日上午9时（为该事件遇难人员的“头七”祭奠日），湖北监利举行东方之星遇难者哀悼活动。全体人员面向遇难船舶肃立默哀3分钟，现场船舶同时鸣笛3分钟，向遇难者致哀。包括交通、海事、航道、公安、消防、武警、部队等现场全体搜救人员以及参与前方新闻报道的一线人员，共500人参加哀悼活动。

## 善后赔偿
事故发生后，中国保监会启动保险业重大突发事件三级响应程序，要求各保险公司应根据特事特办、急事急办的原则，设立专门的理赔绿色通道，做好预付赔款工作。事故遇难者家属可凭政府证明获得理赔。排除旅游责任险以及船舶险的保险金额赔偿，民政局对遇难者的死亡补偿标准为82.5万元人民币，这一补偿标准是按照“同命同价”的原则制定的。
江苏省人民政府为事件中江苏籍遇难旅客（共244人）的家属发放5万元慰问金，截至2015年6月11日，包括2名生还者，已有76名乘客家属领取。
中国人寿、中国人保、中國太平洋保險等中华人民共和国保险业所承保的涉及此事件的失事客船船东、相关旅行社、乘客和船员各类保险共计340份，保险理赔金额共计9,252.08万元。失事客船涉及保险金额共计1,570万元，人保财险重庆分公司已就船舶一切险向重庆东方轮船公司支付了一千万元保险理赔资金；旅行社责任险涉及保险金额共计1,200万元；396名乘客投保各类人身保险，身故保险金额共计6,169.35万元；18名船上工作人员投保人身保险，身故保险金额共计312.73万元。

## 纪念
2015年6月7日下午，湖北监利县县长黄镇透露，将在事发地建立一个纪念馆，以警示及教育后人。有市民建议可在沉船岸边树立灯塔式纪念碑，此举既可以悼念逝世同胞，又可以给以后通行此地的船只一些警示。还有市民建议将东方之星号建成一个纪念馆，部分船舱保持原貌，其它船舱用作展馆，保存此事件相关资料，还可以成为遇难者家属今后祭拜亲人的场所。

## 调查报告
根据长江海事局的消息，东方之星没有配备遇险自动报警系统，也没有配备船用黑匣子。但至事发时为止，中国大陆的航行船舶对船用黑匣子和自动报警装置都未强制要求配备相关设备。另外，东方之星最初船内四通八达，人很快就能够出去，但经过改造后，逃生非常不容易。
2015年6月11日，国务院调查组调查正式展开，调查组由国家安全监管总局局长杨栋梁任组长，成员包括交通运输部、工业和信息化部、公安部、民政部、安全监管总局、水利部、中国气象局、全国总工会、湖北省和重庆市有关负责人，并聘请国务院应急管理专家及国内气象水文、航运安全、船舶设计制造、水上交通管理和信息化、法律等方面20多位权威专家，60多人加入调查。
2015年12月30日，国务院批复了调查报告，调查组调查认定，“东方之星”号客轮翻沉事件是一起由突发罕见的强对流天气——飑线伴有下击暴流——的影響，风雨强度陡增，瞬时极大风力达12－13级，1小时降雨量达94.4毫米，导致的特别重大灾难性事件。
调查组还查明，“东方之星”号客轮抗风压倾覆能力虽符合规范要求，但不足以抵抗所遭遇的极端恶劣天气。船长及当班大副对极端恶劣天气及其风险认知不足，在紧急状态下应对不力。也检查出重庆东方轮船公司、重庆市有关管理部门及地方党委政府、交通运输部长江航务管理局和长江海事局及下属海事机构在日常管理和监督检查中存在问题。
针对事件暴露出的问题，调查组对水上交通管理部门和企业提出了七个方面的防范和整改措施建议，即：进一步严格恶劣天气条件下长江旅游客船禁限航措施；提高船舶检验技术规范要求和完善船舶设计建造改造质量控制体制机制；进一步加强长江航运恶劣天气风险预警能力建设；加强内河航运安全信息化动态监管和救援能力建设；深入开展长江航运安全专项整治；严格落实企业主体责任全面加强长江旅游客运公司安全管理；加大内河船员安全技能培训力度提高安全操作能力和应对突发事件的能力。

### 行政處分
除了重慶東方輪船公司外，国务院调查组還行政處分了：岳陽海事局、萬州海事處、重慶海事局、長江海事局、長江航務管理局、萬州區港口航務管理局、萬州區國資委、萬州區交通委員會、萬州區政府黨組。
輪船公司方面，建议对船长张顺文给予吊销船长适任证书、解除劳动合同处分，由司法机关对其是否涉嫌犯罪进一步调查；鉴于当班大副刘先禄在事件中死亡，建议免于处理。
日常管理和监督检查中存在问题负有责任的43名有关人员给予黨紀、政纪处分，包括企业7人，行业管理部门、地方党委政府及有关部门36人，其中，副省级干部1人，厅局级干部8人，县处级干部14人。责成重庆市政府按照有关规定对重庆东方轮船公司进行停业整顿。

## 相关事件

### 乘客家属与警方冲突
2015年6月2日，来自上海的数十名搭乘东方之星乘客的家属前往上海协和旅行社等待事故进展的消息，但办公室大门紧闭。有家属情绪激动，哭喊：“爸妈我错了，我不该让你们去玩的。”，目前涉事旅行社已经暂停营业。随后家屬轉往上海市人民政府辦公大樓人民大厦中等待，现场发生了扭打。此外有一名乘客的家屬于2日下午收到陌生短信，稱他的父親在沉船事故中倖存并被武警直升機轉到廣州一家醫院。随后家属撥打醫院電話查詢表示沒有接收過傷員。此事经媒体曝光后，陌生人再次发短信称自己“不是骗子，只是一时发了神经病”。
事件发生后，上海遇难乘客的家属感到愤怒，闸北区政府要求市民自行前往了解情况。此外，闸北区警方对聚集在区政府门口者使用强制措施，造成一定伤情，现场局面曾现混乱。

### 其他
若干乘客家属在重庆东方轮船公司大门口等候亲人消息，还有一批乘客的家属抵达事发地湖北监利的医院看望受伤的乘客。
2015年6月4日，1200多名东方之星乘客的家属抵达湖北监利。当地市民向家属提供免费食宿及车辆运送服务。一些群众还自发腾出自家的房子来提供给家属免费居住，当地千余辆汽车系上黄丝带，以示默哀。
2015年6月5日晚上，重庆东方轮船公司法人代表、董事长姜曌就此次事件公开鞠躬并表示歉意。6月6日，此次事故的遇难者家属对事故发生地监利城区江边鞠躬默哀。
2015年6月10日，此次事故遇难者遗物认领工作在监利县容城殡仪馆正式启动，工作人员将搜集到的遇难者遗物集中编号、登记，供遇难者家属前来认领。
据日本共同社报道，事故发生后，中宣部已要求限制當地媒体报道沉船事故，只能由官方發佈消息，并警告媒体不能报道原因及意外責任。

## 傳媒報道争议
沉船事故发生后，6月2日早上七點許，《湖北日报》在官方微博发布消息称国务院定性事故为“因大风大雨造成的沉船事件”，各大媒体转发或者援引此消息，引发了部分网友对于事故定性时间过早的质疑。事实上，国务院当时并未对此事定性，所谓“事故原因”源于一次内部会上专家的阶段性分析；在6月2日傍晚《湖北日报》在微博致歉。
在船難發生後，人民日報客戶端發出多條以救援过程中感人事迹为主题的新聞稿，多數网民对此产生反感。纽约时报称，中国政府对有关此次船难的报道加以审查，第三方消息来源较以前发生的灾难事件有所减少；该报同时称，根据数名遇难者家属的指责，政府及旅行社反应迟缓，未能及时与其联络反映情况，数名政府人员对其接受采访施加压力。

## 救援表彰
2016年1月，湖北省政府公布了拟表彰"东方之星"99个单位以及253救援先进集体和个人。